# 7 Batalion Strzelców Celnych
7 Batalion Strzelców Celnych Krakowskich – ochotnicza polska formacja wojskowa powołana w czasie powstania listopadowego.
Batalion został utworzony w województwie Krakowskim w styczniu 1831, a w jego skład weszły oddziały korpusu leśnego.

## Dowódcy
- Franciszek Nowiński[2]
- Wiktor Kozłowski[2]
- Stanisław Gaszyński[2]

## Bitwy i potyczki
- Chotcza Góra (10 września 1831)[2]